# Tony Evangelista
Tony Evangelista (né le 2 octobre 1945 à Sora (Italie)) est un ancien arbitre de soccer italien naturalisé canadien, qui officia dans les années 1980.

## Carrière
Il a officié dans des compétitions majeures : 
- JO 1984 (1 match)
- Coupe du monde de football des moins de 20 ans 1985 (1 match)
- Coupe du monde de football des moins de 16 ans 1987 (3 matchs)